# Ooops! Noah is Gone...
Ooops! Noah is Gone... (titulada en Latinoamérica como Uuups! El arca nos dejó y en España como ¡Upsss! ¿Dónde está Noé?) es una película de comedia y aventura animada por computadora 3D alemana-luxemburguesa-belga-irlandesa. La trama sigue a dos criaturas que no se subieron al Arca de Noé.

## Argumento
Ambientada en los tiempos del Diluvio universal, narra la historia de Dave, un Nestriano; una criatura torpe, aparentemente tonto, de colores brillantes, cuya única habilidad es hacer viviendas cómodas y secretar un maloliente gas azul cada que se siente aterrorizado. Dave constantemente se está mudando en la búsqueda de un sitio para quedarse, una casa real; para gran pesar de Finny, su hijo, quién sólo quiere hacer amigos. Después de oír un rumor de una inundación colosal que se dice cubrirá el mundo entero, Dave empaca nuevamente y toma a Finny a una reunión gigante de animales donde descubren lo único que los salvará: una arca enorme, bastante grande y apta para todos los animales del mundo, y construido por un humano muy bueno de nombre Noé.
Desafortunadamente, Dave y Finny son rechazados al no pertenecer a la Lista del León. El León, como capitán, comienza a gestar las entradas del arca; sin embargo, tiene un altercado con el Nestriano; quien le niega nuevamente la entrada. Con la ayuda de disfraces y la involuntaria ayuda de Hazel y su hija Leah, dos grimpas (criaturas de apariencia similar a una pantera negra), se dirigen al Arca a abordar.
Cuando todo parece solucionado, Dave y Hazel descubren que Finny y Leah han desaparecido: queriendo curiosear, el dúo rondaba el andamio cuando la marea golpeó el bote y zarpó sin ellos; dándose cuenta de que se habían salido por error y ya no estaban dentro del arca. Los respectivos padres entran en pánico cuando el arca se aleja, dejando a sus hijos varados en el último pedazo de tierra aún no envuelto por el agua.
La carrera desesperada contra el tiempo empieza. Leah, quien es una cría nacida para cazar y sobrevivir, queda atascada con un torpe e incómodo Finny; pero igualmente consiguen escapar de la creciente agua y de un par de hambrientos y crueles grifos. En el camino, se cruzan con dos criaturas extrañas, Obessey (Obesín, en Latinoamérica) y Stayput (Tranquilino, en Latinoamérica); que también habían sido rechazadas del arca. Buscando tranquilizarse, Finny inicia el camino para probarse a sí mismo como el héroe que es. Los cuatro planean ir a la parte más alta de la montaña, para dejarse ver y así subir al arca.
Mientras tanto; sus padres tienen que conseguir superar sus diferencias e iniciar una tregua a fin de trabajar juntos. Tras pelear con los gorilas guardias y un despiadado e insensible León, Dave y Hazel toman el control del arca para salvar a sus hijos.
Tras algunos problemas en el camino; Leah abandona el grupo, pensando que debía seguir sola. No obstante, después de ser salvada de caer por Obessey (bajo iniciativa de Finny), los «Cuatro Intrépidos» (Leah, Finny, Obessey y su compañero parásito, Stayput) logran seguir juntos y continuar. Los grifos intentan devorar, una vez más, a Finny y Leah; pero los grifos caen del acantilado donde posaban, junto a Obessey y Stayput, hundiéndose en el agua. Finny y Leah se salvan y continúan el viaje, sin ellos.
Viendo el incremento del agua, que empieza a cubrir la montaña donde Finny y Leah estaban, los padres deciden girar el arca para llegar a la cima. Finny y Leah logran llegar a la cima; pero antes de lograr dejarse ver, caen encima de un gran bloque de hielo desprendido, justo antes de que el agua engulla a la montaña.
Cuando el arca pasa junto al iceberg, los chicos tratan de darse a ver; lo consiguen a través de una bomba de humo salida de Finny. Cuando el navío pasa junto a ellos, el dúo intenta subir al arca: Finny lo logra cuando el iceberg lo catapulta, pero ve a Leah teniendo problemas y regresa a ayudarla; Leah le agradece el heroísmo y logra subir al arca, brincando. Leah invita a Finny a hacer lo mismo y el nestriano lo intenta, pero cae y un pedazo de hielo lo golpea; dejándolo aparentemente inconsciente.
Hazel logra salvar a su hija Leah, quien le dice a Dave que Finny cayó. Dave va a su rescate; acompañado de Hazel y Leah, quien le sigue. Tratando de salvar a su hijo, ambos nestrianos descubren que son animales capaces de respirar bajo agua. Finny tiene su último altercado con los grifoss salvando a los grimpas y, en una última batalla mal planeada, es salvado en el último momento por Obessey; el cual revela que era una ballena. Con la ayuda de Obessey, Finny salva a Hazel y Leah, ayudándolas a regresar al arca. Hazel le agradece a Finny por salvar a su hija y a ella misma, abrazándolo.
En las escenas finales, se ve a Dave y Finny, quienes han renunciado al camarote, para estar nadando junto al arca; saludando a Hazel y Leah. En la cubierta, el León y su ayudante Flamingo se preguntan si debieron decirles antes que ellos eran criaturas marinas.
En los créditos se muestra cuando el Arca llega al Monte Ararat; algunas aventuras de Hazel, Leah, Dave y Finny, y estos últimos descubriendo más nestrianos en el mar.

## Reparto
- Callum Maloney como Finny, el nestriano
- Elle Fanning como Leah, la Grimpa
- Douglas Cabina como Dave el nestriano (el papá de Finny) y Mr. Grfiffin.
- Amy Grant como Hazel, la Grimpa  (la mamá de Leah).
- Tara Flynn como Hazel (doblaje irlandés)
- Paul Tylak como Obesey
- Aileen Mythen como la Señora Griffin y Flamingo
- Martin Sheen como León[1]
  - Alan Stanford como León (doblaje irlandés).

## Recepción

### Recaudación
La película consiguió recaudar $1,830,151 en China y $22,783,699 millones de dólares a nivel mundial.

### Recepción crítica
La película tiene un 36% índice en Rotten Tomatoes con un índice mediano de 4.5/10, haciendo la recepción de la película en el sitio web negativo. Aun así, todavía no existe ningún Consenso de Crítica valorando al momento.

## Secuela
El 24 de septiembre de 2020, Ulysses Filmproduktion lanzó a los cines Ooops! 2 The Adventure Continues. En el reparto, Max Carolan y Ava Connoly hacen los roles de Finny y Leah. En España y Latinoamérica, no existe una fecha en particular para su exhibición ya sea en cines o plataformas digitales. En México, se tenía previsto estrenar el 22 de octubre del 2020; sin embargo, debido a la Pandemia de Coronavirus en México (el cual obligó el cierre de los cines desde abril del 2020 hasta febrero del 2021), el estreno se postergó oficialmente hasta el jueves 18 de marzo del 2021.